# Ян Мар'янський
Ян Мар'янський (пол. Jan Mariański; 1 січня 1930, Коваль — 19 січня 2008, Гдиня) — польський господарник, політик і дипломат часів ПНР. Голова міської ради Гдині у 1969—1973 роках, потім до 1977 року — заступник голови адміністрації Гданського воєводства. У 1977—1980 роках — генеральний консул ПНР у Канаді. У 1980-х роках — директор містобудівного бюро у Гданську. Увійшов в історію Польщі, погодившись на переговори зі страйкарями під час робітничих хвилювань грудня 1970 року. Діалог було зірвано втручанням партійної влади.

## Господарсько-адміністративна кар'єра
Вступив до урядущої ПОРП у 24 роки. У 1955 році закінчив Гданський політехнічний університет. У 1963 році отримав призначення заступником начальника воєводського планового управління в Гданську, у 1965—1966 роках — заступник начальника воєводської Державної планової комісії.
З 1969 року Ян Мар'янський обіймав посаду голови президії міської ради Гдині. Вважався компетентним адміністратором і господарником. Був одним з ініціаторів будівництва Музичного театру імені Данути Бадушкової. На рубежі 1960—1970 років Мар'янський був помітною фігурою регіонального управління Триміста, на чолі якого у 1969—1970 роках стояли перші секретарі Гданського воєводського комітету ПОРП Станіслав Кочелек й Алоїзій Каркошка. У Гдині очолювана Мар'янським міська рада підкорялася міському комітету ПОРП на чолі з першим секретарем Хугоном Малиновським.

## У грудневих подіях 1970 року
12 грудня 1970 року влада ПНР оголосила про значне підвищення цін на продовольство. 14 грудня 1970 року почалися робітничі протести у Гданську, наступного дня вони поширилися на Гдиню. 15 грудня 1970 року тисячі гдинських робітників зібралися біля будівлі міської ради.
Мар'яньський став єдиним представником влади, який вступив у переговори з протестувальниками. Він прийняв активістів руху та від імені ради підписав протокол про взаєморозуміння (перший подібний документ у Східній Європі після 1948 року). Домовленості мали суто соціально-економічний характер: підвищення й індексація зарплат, упорядкування виплати допомоги з тимчасової непрацездатності, зниження грошового утримання управлінцям і фахівцям. Політичні вимоги вони не містили. Тому Мар'яньський вбачав можливість угоди зі страйковим комітетом.
Проте вище партійне керівництво зробило ставку на силове придушення протестів. У Тримісті основними провідниками військового рішення виступили члени політбюро секретарі ЦК ПОРП Зенон Клишко та Станіслав Кочелек. Гданський і Гдинський секретарі Алоїзій Каркошка та Хугон Малиновський прийняли до виконання установки вищого партійного начальства. За таких обставин позиція голови міськради не мала серйозного значення.
Пізно ввечері 15 грудня члени страйкового комітету побили, міліція їх заарештувала та доправила до Вейхеровської в'язниці. 17 грудня 1970 року армія та ЗОМО відкрили вогонь, у Гдині загинули 13 людей. Мар'янський втратив вплив на події.

## Після грудня
Робітничі протести придушили, але партійне керівництво на чолі з Владиславом Гомулкою, включно з Клишком і Кочелеком, на початку 1971 року пішло у відставку. Новий перший секретар ЦК ПОРП Едвард Герек і його оточення позитивно оцінили дії Яна Мар'янського 15 грудня. Йому запропонували посаду першого секретаря Гдинського міськкому ПОРП. Однак Мар'яньський відхилив цю пропозицію, віддаючи перевагу менш повноважному, але й менш політизованому держапарату. Після усунення Малиновського, на якого поклали відповідальність за кровопролиття у Гдині, охочих стати міським партійним секретарем не одразу вдалося знайти.
З 1973 до 1977 року Ян Мар'янський був заступником голови адміністрації — віцевоєводою — Гданська. У 1972—1975 роках був також депутатом сейму ПНР, перебував у комісіях з будівництва, ЖКГ та закордонних справ. Потім перевівся на дипломатичну службу та вирушив до Монреалю як генеральний консул ПНР у Канаді. Повернувся до Польщі у 1980 році — рік нового підйому протестного руху та створення профспілки «Солідарність».
У політиці Мар'янський більше не брав участі. З 1980 до 1990 рік очолював у Гданську містобудівне бюро Miastoprojekt. Після зміни суспільно-політичної системи у Польщі вийшов на пенсію.

## Смерть
Ян Мар'янський помер у 78 років. Похований у Гдині на Витомінському цвинтарі. За збігом обставин, там же похований Брунон Дрива — портовий робітник, який загинув під час розстрілу 17 грудня 1970 року та став символом «чорного четверга».

## Кінообраз
Персонаж Яна Мар'яньського з'являється у фільмі «Чорний четвер» (пол. Czarny czwartek) про криваві події грудня 1970 року. Роль Мар'янського виконав Гжегож Гзиль.

## Кшиштоф Довгялло
У гданській проєктній організації Miastoprojekt, якою у 1980—1990 роках керував Ян Мар'янський, з 1967 до 1981 працював архітектор Кшиштоф Довгялло — автор «Балади про Янека Вишневського», культової пісні про гдинські події. У серпні 1980 року Довгялло очолив у Miastoprojekt страйковий комітет, який протистояв адміністрації Мар'янського.